# Dornier Do 212
Die Dornier Do 212 war ein einmotoriges, viersitziges Amphibienflugzeug der Dornier-Werke.
Die Entwicklung wurde 1938 durch Dornier Friedrichshafen initiiert und im Dornierwerk Altenrhein ab 1941 ein Prototyp konstruiert. Das Flugzeug wurde von einem luftgekühlten 450-PS-Zwölfzylinder-V-Motor Hirth HM 512B-0 mit vierblättrigem Druckpropeller angetrieben, der an einem 2,9 m langen Ausleger über das Heck mit Doppelleitwerk hinausgehend für Start und Landung um 12° nach oben schwenkbar war. Der freitragende Ganzmetall-Schulterdecker hatte starre Stützschwimmer an den Randbögen und ein Bugrad-Einziehfahrwerk.
Nach Fertigstellung des Prototyps HB-GOG im Jahr 1942 und „Rollversuchen“ auf dem Wasser wurden die Stützschwimmer vergrößert. Ende Juli 1942 war das Flugzeug fertig für einen Flugversuch. Am 3. August 1942 machte Egon Fath ein paar vergebliche Eigenstartversuche aus dem Wasser. Der Erstflug gelang nur im Schlepp einer Do 24. Nachdem auch spätere Eigenstartversuche scheiterten, das Flugzeug sehr instabil flog und Probleme mit der Fernwelle sowie der Motorkühlung auftraten, wurde das Projekt aufgegeben und der Prototyp 1943 verschrottet.

## Technische Daten
| Kenngröße             | Daten                                               |
| --------------------- | --------------------------------------------------- |
| Besatzung             | 1                                                   |
| Passagiere            | 3                                                   |
| Länge                 | 10,15 m                                             |
| Spannweite            | 10,30 m                                             |
| Höhe                  | 4,40 m                                              |
| Flügelfläche          | 23,1 m² (14,8 m² Tragfläche + 8,3 m² Höhenleitwerk) |
| Flügelstreckung       | 4,6                                                 |
| Leermasse             | 1850 kg                                             |
| Startmasse            | 2370 kg                                             |
| Reisegeschwindigkeit  | 240 km/h (projektiert)                              |
| Höchstgeschwindigkeit | 293 km/h (projektiert)                              |
| Dienstgipfelhöhe      | 5700 m (projektiert)                                |
| Reichweite            | 650 km (projektiert)                                |
| Triebwerke            | ein Hirth HM 512B-0, 450 PS (ca. 330 kW)            |
| Propeller             | ein Escher-Wyss, vierblättrig, Durchmesser 2,4 m    |